# Nikolaus Gerszewski
Nikolaus Gerszewski (* 1964 in Hamburg) ist Komponist experimenteller Musik, bildender Künstler, Publizist und Konzertveranstalter. Er lebt in Budapest und Hamburg.

## Leben
Nikolaus Gerszewski studierte Freie Kunst an der Hochschule für Bildende Künste Hamburg.
Nach Abschluss des Studiums, 1991, arbeitete er als Ausstellungsrezensent für das ungarische Kunstmagazin Balkon. Seit 2005 widmet er sich vorwiegend dem Komponieren experimenteller Musik. 2006 gehörte er zu den Gründern des Festivals für aktuelle Musik Blurred Edges in Hamburg. Von 2014 bis 2017 lehrte er Experimentelle Klangproduktion an der Ungarischen Universität der Bildenden Künste in Budapest. 2015 gründete er das Ensemble Conceptual Soundproductions Budapest. Seit 2021 ist er Mitglied des Komponistenkollektivs Frog Peak Music.
Sein Werkverzeichnis umfasst ca. 200 Kompositionen für unterschiedliche Besetzungen.

## Werke (Auswahl)
- Ordinary Music Vol. 6, für 4 elektrische Gitarren (2008)
- Ordinary Music Vol. 13, für Percussion Sextett (2008)
- Ordinary Music Vol. 19, für Tabla Trio (2009)
- Conference, für Percussion Sextett (2009)
- Mountains, für 12 Percussionisten und 6 Streicher (2010)
- Kodam Gobar, für Ensemble und Sopranstimme (2011)
- Songs from the hill, für Klavier und Sopranstimme (2012)
- Possible Music, für Klavier (2013)
- No Fun, für Ensemble (2013)
- Shapes, für 12 Streicher (2017–20)
- ART, für Streichquartett (2017–21)
- Inert Mass, für 12 Streicher (2018)
- New Songs on Nothing, für Klavier und Sopranstimme (2018)
- Brush I & II, für Chor und Streichorchester (2019)
- Still Possible, für Klavier (2019)
- Letter, für Vokalensemble (2019)
- Flow, für Percussion Quartett (2019)
- Glaze, für 6 gestrichene Gitarren (2019)
- Sustain, für Vibraphon solo (2021)
- Allover Again, für 18 Streicher (2021)
- Variation, für Bassklarinette, Harfe, Klavier (2021)
- Aya, für Horn, Viola, Oboe, Flöte (2021)